# رشته‌پردارها
رشته‌پردارها (به لاتین: Avifilopluma) (به معنی «رشته‌پر پرنده») کلاد دارای همه جانوران پردار است. برخلاف اکثر کلادها که بر اساس روابط نسبی تعریف می‌شوند، کلاد رشته‌پردارها بر اساس شاخه‌بندی تعریف می‌شود، یعنی یک ویژگی فیزیکی منحصربه‌فرد مشترک توسط یک گروه و خارج از آن گروه (در این مورد، پرها) یافت نمی‌شود. این کلاد شامل همه کولوروسورها (coelurosaur)، برخی اوریونوئیدها (orionoide) و یک یا دو تتانور (tetanuran) پایه‌ای است.

## تعریف
کلاد رشته‌پردارها همراه با چندین کلاد دیگر بر پایهٔ آپومورفی مربوط به پرندگان توسط ژاک گوتیر و کوین دو کیروز در مقاله‌ای در سال ۲۰۰۱ بنیان‌گذاری شد. تعریف خاص آن‌ها برای این گروه این بود: «کلاد برخاسته از نخستین پرنده‌گردنان با پرهای هم‌ساخت (سیناپومورفیک) همراه با پرهای پرندگان (Vultur gryphus Linnaeus 1758).»
نویسندگان در ادامه به تعریف خاصی پرداختند که به‌عنوان «پر» شناخته می‌شود: هر ساختار رشته‌ای ناشی از یک فولیکول در پوست، با پایه توخالی، که نسب مشترکی با پرهای پرندگان امروزی دارد.

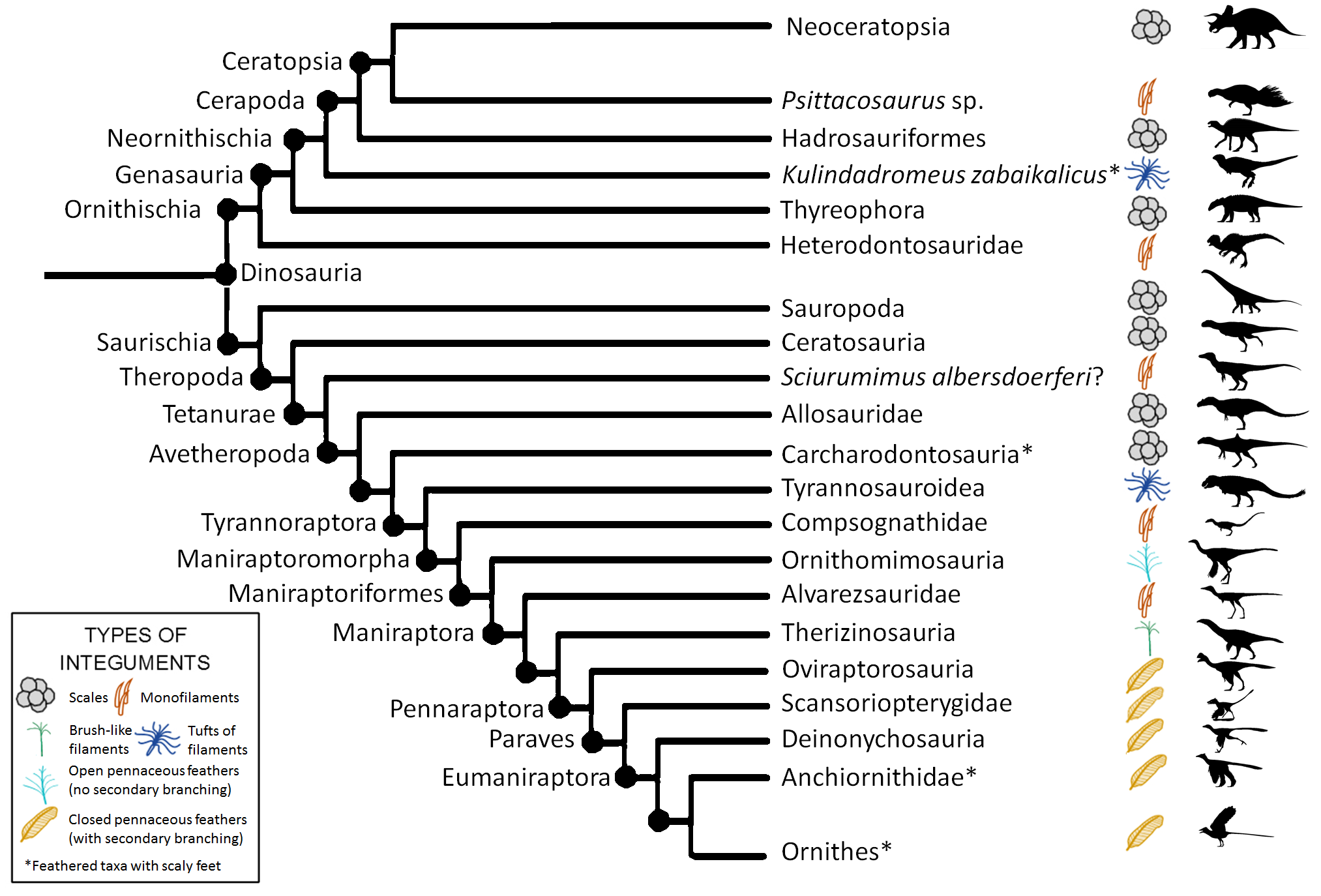
پراکندگی انواع پر در میان دایناسورها بر اساس بنتون و همکاران (۲۰۱۹). نویسندگان همچنین پتروسارها را جانوران پردار در نظر می‌گیرند.